# Litzelmannshof
Litzelmannshof ist ein Weiler in der Gemeinde Neukirch (Bodenseekreis) im Westallgäu.

## Geografie
Der kleine Weiler liegt westlich Haslach, Haslachmühle und im Quellgebiet der Haslach.

## Geschichte
Erstmalig wurde 1463 mit dem Hof zem Lützelmans erwähnt, als dieser 1468 als ebersbergischer Besitz an Kloster Weißenau ging. Der Ort war der Pfarrei Haslach zugeordnet.

## Sehenswürdigkeiten
- Die Ruine Ebersberg findet sich auf dem Endmoränenkegel Ebersberg mit Mahlweiher rund 1,6 Kilometer westlich Litzelmannshofs.
- Das Hexenhaus des Neukircher Künstlers Setz findet sich in Hinteressach nahe Litzelmannshof. Berühmt wurde das Hexenhäusle in den späten 1970er Jahren noch zu Lebzeiten Setz's. Begrüßungstext Türrahmen: Ich bin der Malermeister Setz, ich tät gut leben, wenn ich's hät.

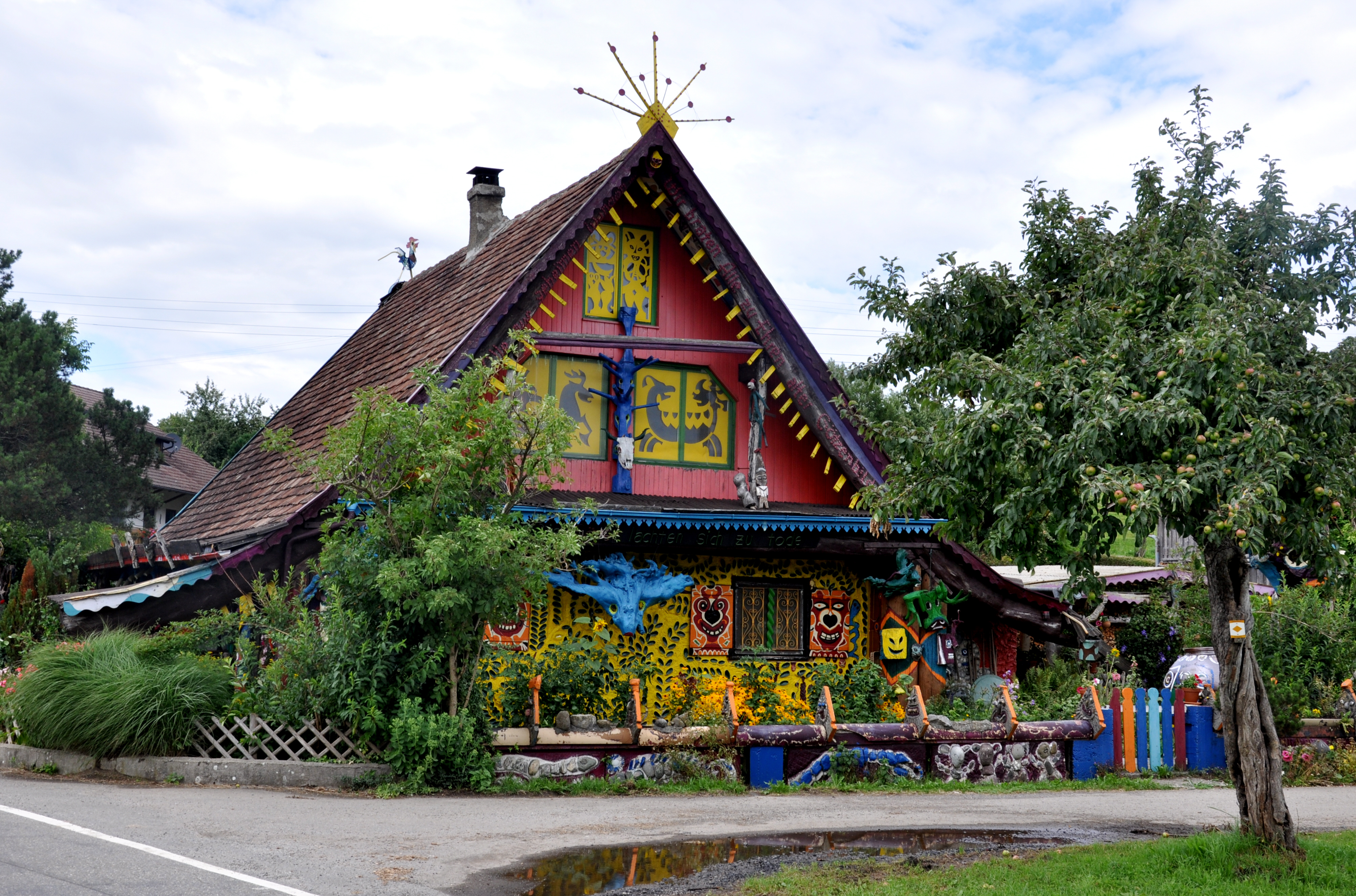
Hexenhaus